# Herb gminy Kobyla Góra
Herb gminy Kobyla Góra – symbol gminy Kobyla Góra.

## Wygląd i symbolika
Herb przedstawia na tarczy w polu czerwonym brązową drewnianą ścianę w kształcie koła, a na niej brązowe koło młyńskie ze spadającą biało-niebieską wodą. 